# Castagneto Po
Castagneto Po é uma comuna italiana da região do Piemonte, província de Turim, com cerca de 1.425 habitantes. Estende-se por uma área de 11 km², tendo uma densidade populacional de 130 hab/km². Faz fronteira com Chivasso, San Sebastiano da Po, San Raffaele Cimena, Casalborgone, Rivalba.

## Demografia
| Variação demográfica do município entre 1861 e 2011                               |
|                                                                                   |
| Fonte: Istituto Nazionale di Statistica (ISTAT) - Elaboração gráfica da Wikipedia |